# Iheya-jima
Iheya-jima (jap. 伊平屋島) – najbardziej wysunięta na północ wyspa prefektury Okinawa. Składa się z pięciu jednostek administracyjnych: Dana, Maedomari, Gakiya, Shimajiri, Noho.
Powierzchnia: 21,7 km², populacja (w lipcu 2009 r.): 1405.
Wyspa Iheya położona jest około 32 km na północny zachód od przylądka Hedo (Hedo-misaki) na głównej wyspie Okinawy i jest najdalej wysuniętą na północ, zamieszkaną wyspą prefektury Okinawa. Wyspa oddalona jest od stolicy Okinawy, Naha, o 117 km.
Z portu Unten (Unten-kō) w wiosce Nakijin odpływa codziennie prom „Iheya Ferry”, łączący Okinawę z wyspą. W najbliższej okolicy wyspy Iheya znajduje się wyspa Izena (odległość ok. 5 km) oraz niezamieszkane: Gushikawa, Shimanoshita, Yanaha, Urugami. Tych siedem wysp nazywanych jest nana-banare, czyli siedem odizolowanych wysp. Pod względem geograficznym i przyrodniczym są one bardzo podobne. Również administracyjnie traktowane były jako jeden region przez wiele lat. Dopiero 1 lipca 1939 r. Iheya i Izena zostały rozdzielone.
Iheya rozciąga się z północy na południe między równoleżnikami 27°05’N a 26°59’N, wzdłuż południka 127°58’, osiągając średnią szerokość 2 kilometrów. Odległość między północnym przylądkiem Dana a południowym Yone wynosi około 18 km. W najwęższym miejscu wyspa ma zaledwie 2,8 km.
Na wyspie znajdują się następujące wioski (wymieniając je w kierunku z północy na południe): Dana, Maedomari (w 1909 r. Maedomari oddzieliło się od Dany), Gakiya, Shimajiri oraz Noho. Geograficznie Noho jest oddzielną wyspą, jednak administracyjnie należy do Iheya. Przez długi czas jedynym połączeniem między wyspą a Noho był bród. Aby ułatwić mieszkańcom komunikację, w 1979 r. wybudowano most łączący te wyspy na stałe.
80% powierzchni wyspy pokrywają góry ciągnące się pasmami dwustumetrowych wzniesień, z najwyższymi szczytami: Kayō 294 m n.p.m., Kushi-dake 231 m n.p.m., Mae-dake 178 m n.p.m., Koshi-dake 227 m n.p.m., Aha-dake 212 m n.p.m., Tan’na-dake 177,5 m n.p.m. Natomiast na pozostałym obszarze, od Maedomari do Dany, rozpościerają się równiny i pola ryżowe. Na Ryūkyū prawie nie ma wysp górzystych, dlatego Iheya jest pod tym względem wyjątkowa.
Na wyspie panuje morski klimat podzwrotnikowy, ze średnią roczną temperaturą 21,6 °C (średnia najniższa temperatura: 14,2 °C, średnia najwyższa temperatura: 31,5 °C) i ponad dwoma tysiącami godzin słońca rocznie. Pora deszczowa panuje od maja do czerwca, a tajfuny przychodzą 3–5 razy do roku między sierpniem a wrześniem. Roczna ilość opadów wynosi 1822,9 mm.
Wybrzeże północno-zachodnie wyspy ulega ciągłym procesom erozji przez pływy morskie, a z powodu niesprzyjającej pogody – częstych tajfunów – jest niezamieszkane. Cała ludność zamieszkuje południową część wyspy, gdzie rozciągają się piaszczyste plaże i rośnie rafa koralowa. Mimo iż największe zagęszczenie mieszkańców jest w Gakiya, to ze względu na korzystną linię brzegową port i Urząd Miejski wybudowano w Maedomari. Całkowita powierzchnia wyspy Iheya to 21,7 km² (w tym Noho 1,06 km²), a długość linii brzegowej to 39,03 km (w tym Noho 4,8 km). Na wyspie nie ma cieków wody na tyle dużych, by oznaczyć je na mapie, ale wyróżnia się rzeki: Dana i Gakiya. Oprócz nich spotkać można wiele źródeł i strumieni słodkiej wody.
Symbolami wyspy są: ryba ishimībai z rodziny strzępielowatych, palma kuba (liwistona chińska, Livistona chinensis) i kwiat rododendron. Wyspa zwana jest przez mieszkańców Terushino, od archaizmu oznaczającego „słońce” lub „boginię słońca”
Co roku na wyspie Iheya odbywa się Moonlight Marathon.